# Peter & Gordon
Peter & Gordon — британский поп-рок-дуэт (Питер Эшер и Гордон Уоллер), образовавшийся в 1963 году и вскоре возглавивший американские чарты с синглом «A World Without Love» (1964).
Этот хит, как и три других («Nobody I Know», «I Don’t Want to See You Again» и «Woman») написал для дуэта Пол Маккартни, в те годы встречавшийся с Джейн Эшер, младшей сестрой Питера. Последнее обстоятельство обеспечило дуэту доступ к песням, которые по тем или иным причинам оказывались невыпущенными The Beatles.
Однако критики отмечали, что Peter & Gordon (являясь своего рода «британским ответом» The Everly Brothers) обладали значительным авторским потенциалом. Дуэт имел определенный авторитет и в музыкальной среде: известно, что Джин Кларк и Джим Макгуинн, создавая в 1964 году группу (которая стала впоследствии называться The Byrds), в качестве стилистического образца рассматривали именно творчество Peter & Gordon.
В числе синглов дуэта, имевших успех в чартах, — «I Go to Pieces» (песня Дела Шеннона) и новелти-хит «Lady Godiva» (#6 США).
После распада группы в 1968 году Питер Эшер возглавил отдел артистов и репертуара в Apple Records, а вскоре стал востребованным продюсером (он записывал, в частности, альбомы Джеймса Тейлора, Линду Ронстадт, Дайану Росс, Шер и др.).
В августе 2005 года Peter & Gordon после 30-летнего перерыва вновь вместе вышли на сцену, чтобы выступить в Нью-Йорке на концерте-трибьюте Майку Смиту из Dave Clark Five. Год спустя они сыграли на The Festival for Beatles Fans (прежде называвшемся Beatlefest). Пол Маккартни по поводу реюниона прислал участникам дуэта поздравительную телеграмму.

## Дискография

### Синглы
- A World Without Love (1964)
- Nobody I Know (1964)
- I Don’t Want To See You Again (1964)
- I Go To Pieces (1964)
- True Love Ways (1965)
- To Know You Is To Love You (1965)
- Baby I’m Yours (1965)
- Don’t Pity Me (1965)
- Woman (1966)
- To Show I Love You (1966)
- Lady Godiva (1966)
- The Knight In Rusty Armour (1966)
- Sunday For Tea (1967)
- The Jokers (1967)
- I Feel Like Going Out (1968)
- You’ve Had Better Times (1968)
- I Can Remember (Not Too Long Ago) (1969)

### Альбомы
- A World Without Love (1964)
- I Don’t Want to See You Again (1964)
- I Go to Pieces (1965)
- True Love Ways (1965)
- Sing and Play Hits of Nashville (1966)
- Woman (1966)
- Best of (1966)
- Lady Godiva (1967)
- Knight in Rusty Armor (1967)
- In London for Tea (1967)
- Hot, Cold & Custard (1967)